# Codex Seidelianus I

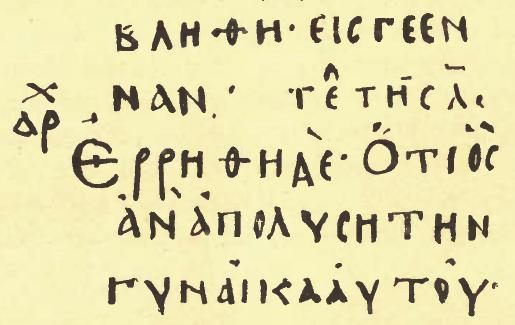
Codex Siedelianus I - Mt 5,30-31

El Codex Seidelianus I (Londres, Biblioteca Británica (Harley 5684); Gregory-Aland no. Ge o 011) es un manuscrito uncial del siglo IX. El códice contiene los cuatro Evangelios.
El códice consiste de un total de 252 folios de 25,7 x 21,5 cm. El texto está escrito en dos columnas por página, con entre 21 y plus líneas por columna.
El texto griego de este códice es una representación del tipo textual bizantino. Kurt Aland lo ubicó en la Categoría V.